# Новосильцов, Дмитрий Васильевич
Дмитрий Васильевич Новосильцов (Новосильцев) (умер 1520) — окольничий и воевода на службе у московских князей Ивана III и Василия III.
Василий Григорьевич — единственный сын боярина В. И. Китая из рода Новосильцевых, отдаленный потомок литовского выходца Юрия Шалого, или Шеля. В 1494 году участвовал в приеме литовских послов. Около 1500 года описывал Водсткую пятину. В 1511 году принял участие в приёме литовских послов. В 1513—1514 годах участвовал в походах на Смоленск. Попал в плен в Оршанской битве.
Умер в 1520 году, детей не имел.